# 더 록스

시드니 록스 거리

록스(The Rocks, New South Wales) 지역은 시드니의 주요 관광 명소 중 한 곳으로 1788년 1월 26일 영국 제1함대 선원들과 영국계 이주민이 오스트레일리아에 최초로 정착한 지역이며 본래 오스트레일리아 원주민 어보리진의 카디갈(Cadigal) 부족이 거주하고 있었던 곳이다.

## 위치
남위 33도 51분 36초, 동경 151도 12분 32초에 위치하고 있으며 시드니 항구를 끼고 하버 브리지와 오페라 하우스 사이에 위치하고 있다.

## 문화

캠밸스 코브

록스 지역은 시드니에서 가장 오래된 지역의 하나로 근처 상가에서 오스트레일리아 전통품과 골동품, 수공예품, 보석 등을 둘러보거나 구입할 수 있으며 펍(Pub)이나 음식점에서 팬케이크, 맥주, 바비큐 등의 고유 음식 또한 맛 볼 수 있다. 또한 근처 Dewes Point는 시드니에서의 첫 번째 성이 있었던 곳으로 과거의 무기고, 숙소, 총포 등을 관람할 수 있다.

## 교통 수단
- 도보 - 시드니 중심 업무 지구에서 약 30분
- 수상 택시(Water Taxi) - 서큘러퀴에서 하선
- 기차(Train) - 서큘러퀴 역에서 하차
- 배(Ferry) - 서큘러퀴 선착장에서 하선
- 버스(Sydney Buses) - 서큘러퀴에서 하차

## 주요 행사
- 매 주 토요일과 일요일 오전 10시부터 오후 5시까지 벼룩 시장이라 할 수 있는 록스 마켓이 열린다.
- 매 년 1월 1일 0시가 되면 달링 하버와 오페라 하우스 및 하버 브리지 주변에서 세계에서 가장 규모가 큰 새해 맞이 불꽃놀이가 벌어진다.
- 매 년 1월 26일 오스트레일리아의 날에 Tamworth's Golden Guitar Award를 수상한 예술가들이 참여하는 컨츄리 음악 축제가 열린다.
- 매 년 5월의 마지막 주말이면 약 3주간에 걸쳐 예술 축제(Art on the Rocks)가 벌어진다.
- 매 년 7월의 두 번째 일요일에는 남반구에서 가장 큰 아로마 커피 축제가 벌어진다.
- 매 년 11월 매 주 금요일 밤에는 2001년부터 한밤의 록스 마켓 (The Rocks Market by Moonlight)이 열리며 저렴한 쇼핑을 할 수 있다.

## 부대 시설

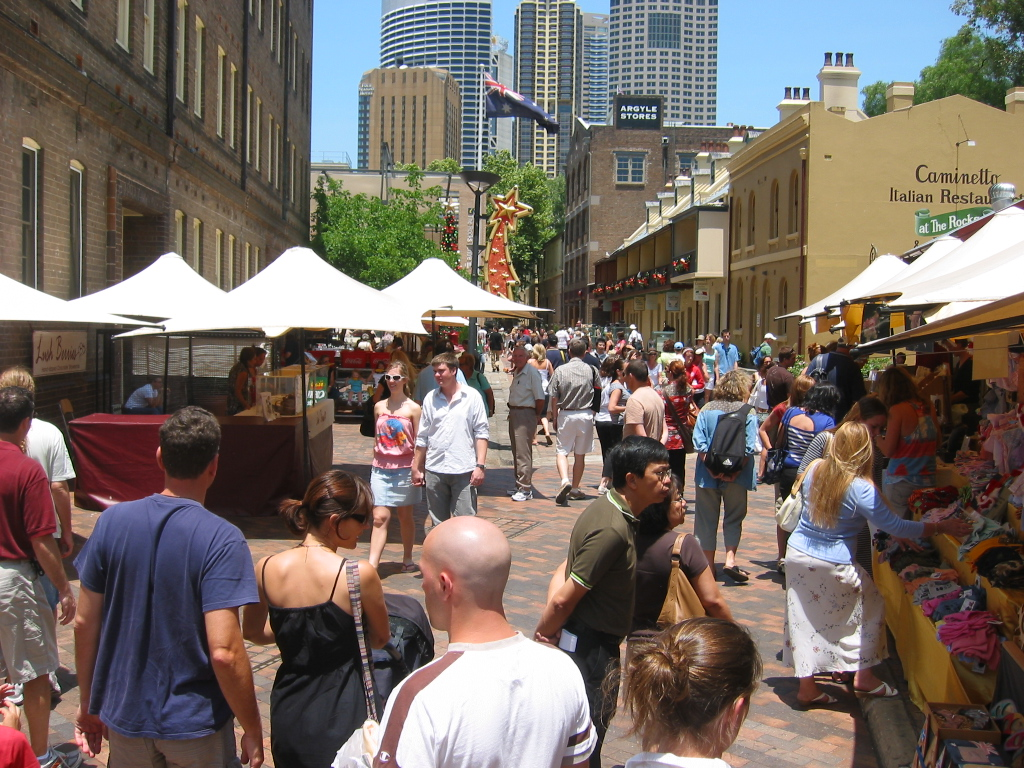
록스 마켓

시드니 록스 지역

- 시드니 천문대
- 시드니 현대 미술 박물관
- 시드니 하버 브리지
- 서큘러퀴 선착장 (시드니 항구)
- 시드니 오페라 하우스
- 캐드만의 오두막 집
- 시드니 방문자 센터